# Санкт-Петербург (особая экономическая зона)
Особая экономическая зона «Санкт-Петербург» (сокр. — ОЭЗ «Санкт-Петербург») — особая экономическая зона технико-внедренческого типа в Санкт-Петербурге. Функционирует на двух участках: площадке «Нойдорф» в поселке Стрельна Петродворцового района на юго-западе города и площадке «Новоорловская» в Приморском районе на севере города. Площадка «Нойдорф» (18,99 га) находится в 30 км от центра Санкт-Петербурга. Площадка «Новоорловская» (163,33 га) находится в 20 км от центра города. Площадки имеют общую площадь 182,32 га.
ОЭЗ «Санкт-Петербург» — это территория, наделенная государством специальным юридическим статусом, который дает инвесторам ряд налоговых льгот и таможенных преференций, а также гарантирует доступ к инженерной, транспортной и деловой инфраструктуре.
Проект действует при поддержке Министерства экономического развития РФ и Правительства Санкт-Петербурга. По данным Министерства экономического развития РФ за период с начала функционирования ОЭЗ эффективность функционирования ОЭЗ «Санкт-Петербург» — 100%.
Приоритетные направления ОЭЗ ТВТ «Санкт-Петербург» для ведения деятельности резидентов — фармацевтика, биотехнологии, приборостроение, новые материалы, IT, телекоммуникации, микроэлектроника.

## История создания
21 декабря 2005 года Правительство Российской Федерации выпустило Постановление № 780 «О создании на территории г. Санкт-Петербурга особой экономической зоны технико-внедренческого типа». ОЭЗ ТВТ «Санкт-Петербург» создана в 2006 году на основании Соглашения от 18 января 2006 года № 6678-ГГ/Ф7, подписанным между Министром экономического развития и торговли Российской Федерации Г.О. Грефом и Губернатором Санкт-Петербурга В.И. Матвиенко. Создание проекта проходило в несколько этапов:
1. Строительство административно-делового центра с выставочным комплексом, инженерной, транспортной и таможенной инфраструктуры на площадке «Нойдорф». Завершено в 2010 году;
2. Строительство Центра трансфера технологий «Новоорловский» в 2016 году и завершение строительства инженерной, транспортной и таможенной инфраструктуры на площадке «Новоорловская». Завершено в 2017 году.
3. Строительство Инновационного центра на площадке «Новоорловская» в 2021 году. Завершено в 2022 году.

В 2015 году территорию площадки «Новоорловская» расширили на 52,9 га. В строительство инфраструктуры на присоединенной территории вложили более 6 млрд рублей. 
Правительство Санкт-Петербурга с 2006 года потратило на развитие инфраструктуры ОЭЗ более 11 млрд рублей. В 2023-2024 году правительство Санкт-Петербурга планирует создать третью площадку ОЭЗ в производственной зоне «Парнас».  

### Управляющая компания
До 2017 года Особой экономической зоной управлял филиал АО «Особые экономические зоны» в Санкт-Петербурге. В 2017 году управление перешло к управляющей компании АО «ОЭЗ «Санкт-Петербург» в соответствии с Соглашением об управлении особой экономической зоной технико-внедренческого типа, созданной на территории г. Санкт-Петербурга № С-168-АЦ/Д14 от 27 сентября 2017 года. Министерство экономического развития Российской Федерации осуществляет контроль деятельности управляющей компании.
В 2019 году 100 % акций управляющей компании полностью перешли в собственность города Санкт-Петербурга.
Деятельность АО «ОЭЗ «Санкт-Петербург» курирует Комитет по промышленной политике, инновациям и торговле Санкт-Петербурга. Компания ведет деятельность по привлечению российских и зарубежных инвесторов, сопровождению деятельности резидентов, проектированию и созданию на территории ОЭЗ объектов инфраструктуры, управлению и эксплуатации объектов инфраструктуры.

## Показатели эффективности
В соответствии с постановлением Правительства Российской Федерации от 7 июля 2016 года № 643 «О порядке оценки эффективности функционирования особых экономических зон» управляющая компания ОЭЗ ежеквартально подает отчетность с показателями эффективности функционирования особой экономической зоны. На основании этих данных Минэкономразвития России ежегодно публикует отчет о результатах функционирования особых экономических зон. По результатам отчета, за 2021 год, эффективность ОЭЗ «Санкт-Петербург» за весь период существования составляет 100%.
По состоянию на конец 2022 года:
- зарегистрировано в качестве резидентов 70 компаний;
- общий объём заявленных резидентами инвестиций 170 млрд рублей;
- резиденты вложили в проекты 85,2 млрд рублей с начала ведения деятельности;
- резидентами создано 6514 новое рабочее место;
- общий объём выручки компаний составил 319 млрд рублей;
- резидентами уплачено налогов на общую сумму 49,2 млрд рублей.

### Финансовые показатели
Годовой отчет, 2020 г.:
- чистые активы — 7,2 млрд рублей;
- выручка — 216 млн рублей;
- убыток — 162,4 млн рублей.

Годовой отчет, 2021 г.:
- чистые активы — 7,2 млрд рублей;
- выручка — 229,9 млн рублей;
- убыток — 361 млн рублей.

## Инфраструктура
В соответствии с Федеральным законом 166-фз от 22 июля 2005 года управляющая компания обязана создавть объекты инфраструктуры и обеспечивать их функционирование на территории ОЭЗ.
В 2010 году на площадке «Нойдорф» было завершено строительство административно-делового центра с выставочным комплексом, а также инженерной, транспортной и таможенной инфраструктуры. На церемонии открытия присутствовала бывший министр экономического развития Российской Федерации Эльвира Набиуллина.

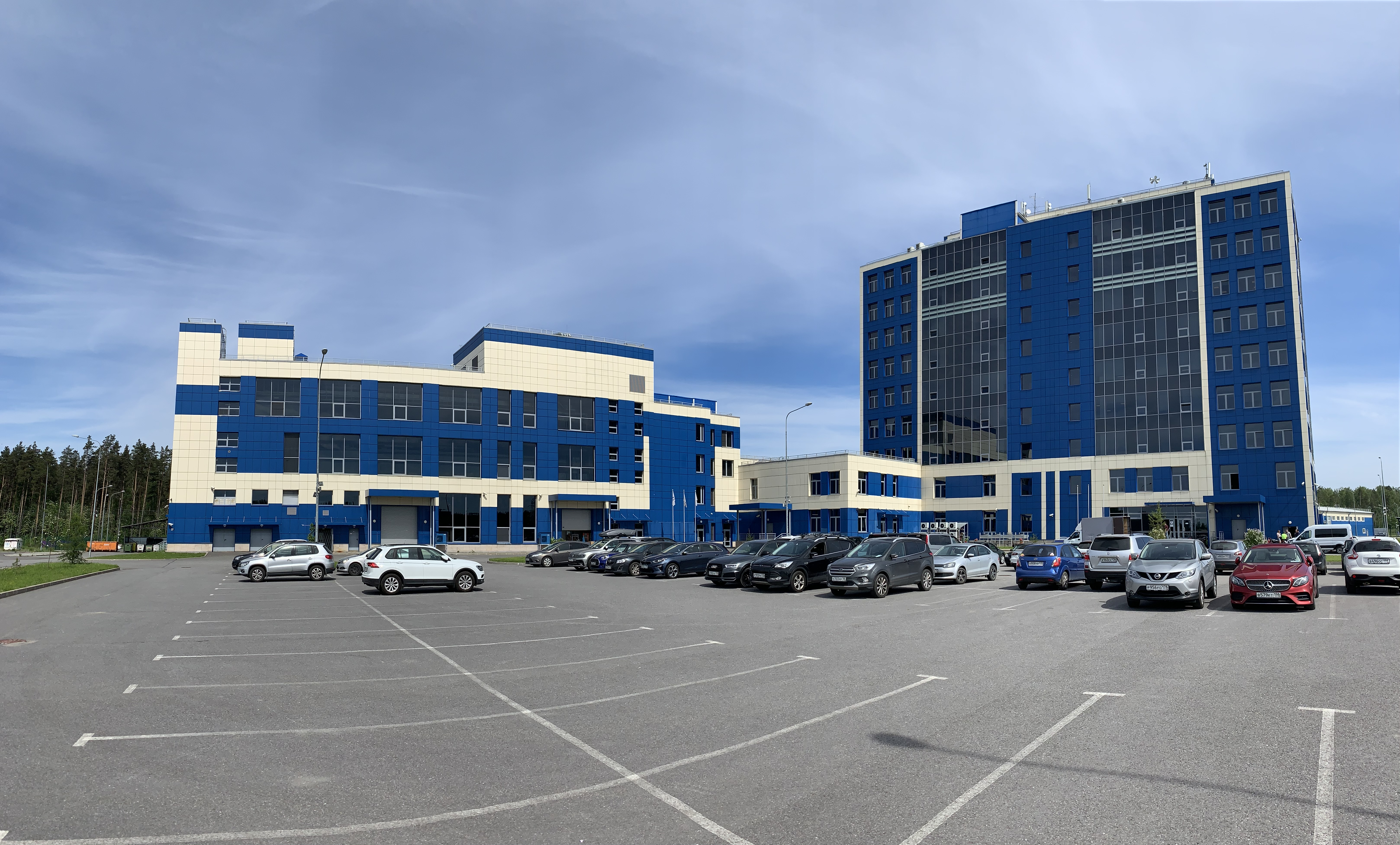
Здание Центра трансфера технологий «Новоорловский»

Таможенный пост начал функционировать на площадке «Нойдорф» в 2014 году, на площадке «Новоорловская» в 2019 году.
В октябре 2014 года на площадке «Нойдорф» запустили собственный центр обработки данных (ЦОД) площадью более 200 кв. м. Инвестиции в его строительство составили более 150 млн руб. Дата-центр в первую очередь предоставляет услуги резидентам ОЭЗ. В сентябре 2015 года были завершены все работы по созданию объектов инфраструктуры.
В 2016 году на территории площадки «Новоорловская» был введен в эксплуатацию бизнес-центр «Центр трансфера технологий «Новоорловский». В его строительство было вложено около 900 млн рублей, общая площадь объекта составляет 15,6 тыс. кв.м. В 2017 году компания АО «ФАРМАСИНТЕЗ-НОРД» запустила первую очередь предприятия площадью 4,5 тыс. кв. м. в производственных помещениях бизнес-центра.
В феврале 2021 года Компания «МегаМейд» выиграла контракт Смольного на строительство инженерной, таможенной, дорожной инфраструктуры на территории 52,9 га, присоединенной к участку «Новоорловская» в 2017 году.
В декабре 2022 года на площадке «Новоорловская» был введен в эксплуатацию инновационный центр площадью более 18 тыс. км. м. Стоимость строительства составила 1,59 млрд руб. Арендатором объекта станет компания ООО «Газпромнефть — Промышленные инновации» (дочерняя структура ПАО «Газпром нефть»).

### Инженерная инфраструктура
— Электроснабжение;
— Водоснабжение/водоотведение;
— Теплоснабжение;
— Сети телекоммуникаций.
В целях расширения территории ОЭЗ «Санкт-Петербург» управляющая компания совместно с Правительством Санкт-Петербурга рассматривает земельный участок площадью 26,75 га в границах производственной зоны «Парнас».

## Льготы режима ОЭЗ
Специальный режим деятельности дает инвесторам ряд налоговых льгот и таможенных преференций, а также гарантирует доступ к инженерной, транспортной и деловой инфраструктуре. Издержки инвесторов при реализации проектов в ОЭЗ в среднем на 30% ниже общероссийских показателей.
Налоговые льготы:
- 2% налог на прибыль (2% в ФБ в течение 6 налоговых периодов, с налогового периода, в котором получена первая прибыль; 7% в течение последующих 4 налоговых периодов (2% ФБ + 5% РБ); 15,5% по истечении 10 налоговых периодов (2% ФБ + 13,5% РБ));
- 0% налог на имущество (в течение 10 лет с момента постановки на учёт);
- 0% налог на транспорт (на транспортное средство, которое используется на территории ОЭЗ в течение 5 лет с момента его регистрации);
- ставка страховых взносов 7,6% для IT-компаний;
- 0% налог на землю (в течение 5 лет с месяца получения права собственности)[24].

Таможенные льготы:
- режим свободной таможенной зоны, позволяющий на льготных условиях ввозить оборудование и компоненты[25].

Льготы на аренду и выкуп земельных участков:
- аренда – 2% от кадастровой стоимости в год;
- выкуп – 25% от кадастровой стоимости[25].

## Награды и премии
1. ОЭЗ ТВТ «Санкт-Петербург» входит в пятерку лучших особых экономических зон России. По оценке Министерства экономического развития России, деятельность ОЭЗ «Санкт-Петербург» является эффективной, начиная с 2016 года[26].
2. В рейтинге лучших экономических зон мира Global Free Zones of the Year 2019 Awards международного издания Foreign Direct Investment Intelligence (fDi) ОЭЗ «Санкт-Петербург» стала победителем в трех номинациях: «Развитие бизнеса», «Фармацевтика», «Развитие кластеров»[27]. В рейтинге лучших экономических зон мира Global Free Zones of the Year 2020 Awards ОЭЗ стала победителем в специализации «Фармацевтика»[28].
3. В 2020 году ОЭЗ ТВТ «Санкт-Петербург» вошла в тройку лучших ОЭЗ ТВТ России по уровню инвестиционной привлекательности IV Национального рейтинга ОЭЗ, подготовленного Ассоциацией кластеров и технопарков России (АКИТ) совместно с Министерством экономического развития РФ. При этом она вошла в пятерку лучших ОЭЗ среди всех типов зон по общему набранному баллу.[22]
4. В 2019 году ОЭЗ ТВТ «Санкт-Петербург» вошла в первую пятерку в группе высшей категории АА (всего в группе 19 площадок) рейтинга инвестиционной привлекательности ОЭЗ и индустриальных парков России, подготовленного Аналитическим центром «Эксперт»[29].

## Резиденты
Реестр резидентов ОЭЗ России публикуется на сайте Минэкономразвития России. Якорными резидентами ОЭЗ «Санкт-Петербург» являются АО «БИОКАД», ООО «Новартис Нева», АО «ВЕРТЕКС», АО «МБНПК «Цитомед», АО «ИЦ «Буревестник» и АО «Фармасинтез-Норд», ООО «Газпромнефть – Промышленные инновации». Некоторые из резидентов уже ведут деятельность на построенных производствах:
1. АО «Лазерные Системы» — проект по разработке и реализации уникальных высокотехнологичных систем безопасности. Ведет операционную деятельность на предприятии, построенном в 2018 году[31].
2. ЗАО «Фарм-Холдинг» — компания по разработке и исследованиям в области пептидных препаратов, внедрению технологий производства новых лекарственных средств. С 2009 года ведет деятельность на площадях АДЦ «Нойдорф»[32].
3. АО «БИОКАД» — один из якорных резидентов ОЭЗ. С 2013 года разрабатывает и производит на предприятии лекарственные препараты[33], а с декабря 2020 года наладил также выпуск вакцины против коронавирусной инфекции «Спутник V»[34].
4. ООО «Ракурс-Инжиниринг» — компания по разработке и освоению опытного производства программно-технических комплексов для объектов энергетической отрасли России. Ведет деятельность на собственном предприятии с 2014 года[35].
5. ООО «ТР ИНЖИНИРИНГ» — проект по разработке и производству уникальных материалов инженерной защиты. Производство осуществляет на собственном предприятии с 2018 года[36].
6. ООО «Эмзиор» — проект по разработке программных продуктов и программно-технических комплексов. Работает с 2009 года на площадях ЦТТ «Новоорловский».
7. АО «Витал Девелопмент Корпорэйшн» — компания по разработке и производству средств клинической диагностики, ведет деятельность на собственном предприятии, построенном в 2014 году[37].
8. АО «ВЕРТЕКС» — один из якорных резидентов ОЭЗ, который с 2015 года разрабатывает и производит на собственном предприятии лекарственные препараты[38]. Проект создания и внедрения инновационных продуктов за счет эффективного увеличения научно-исследовательских мощностей в области развития фармацевтического производства в Российской Федерации.
9. АО «ФАРМАСИНТЕЗ-НОРД» — проект по разработке и производству противоопухолевых препаратов. С 2017 года реализует проект на производственных площадях ЦТТ «Новоорловский»[39]. В 2022 году Госстройнадзор Санкт-Петербурга выдал «Фармасинтез-Норд» разрешение на ввод в эксплуатацию научно-производственного комплекса по разработке и производству лекарственных препаратов[40].
10. АО «МБНПК «Цитомед» — проект по разработке оригинальных лекарственных препаратов, собственных оригинальных молекул. Работает на собственном производстве с 2016 года.
11. ООО «Новартис Нева» — фармацевтический завод швейцарской компании Novartis, выпускающий лекарственные препараты с 2015 года[41]. Завод соответствует требованиям международного стандарта Good Manufacturing Practice for Medicinal Products с производственной мощностью 1,5 млрд единиц фармацевтических пероральных твердых лекарственных препаратов в год;
12. АО «ИЦ «Буревестник» — научно-производственный комплекс по разработке и выпуску оборудования для обогащения алмазосодержащих руд и сырья, аналитических приборов и систем. Ведет операционную деятельность на собственном объекте с 2018 года[42].
13. ООО «Экоген» — проект по разработке и производству термоэлектрических систем охлаждения и генерации энергии на собственной полупроводниковой элементной базе. С 2016 года работает на собственном производственном комплексе.
14. АО «ОРИОН МЕДИК» — проект по производству продукции медицинского назначения в критически важных областях медицинской промышленности. С 2017 года ведет деятельность на собственном предприятии.
15. ООО «РУСХЛЕБ Исследования» — проект по разработке и производству биотехнологических продуктов для пищевой отрасли. Испытательно-производственный комплекс введен в эксплуатацию в 2018 году[43].
16. ООО «Биохит» — компания, которая на построенном в 2019 году предприятии разрабатывает и внедряет импортозамещающие средства клинической диагностики.
17. ООО «НПП «ИНАППЕН» — исследовательский центр по разработке биотехнологических систем и производству продуктов промышленной энтомологии. Построен в 2020 году[44].
18. ООО «АСКМ» — проект по разработке и модернизации отечественного оборудования для аэрозольной дезинфекции воздуха и поверхностей. С 2017 года ведет деятельность в помещениях ЦТТ «Новоорловский».
19. ООО «Биопалитра» — с 2017 года на производственных площадях ЦТТ «Новоорловский» компания разрабатывает и производит тест-системы для диагностики ВИЧ, Гепатитов, Сифилиса методом ИФА[45].
20. ООО «ПАРСЕК ЛАБ» — компания по разработке и производству тест-системы для трансплантологии на основе высокопроизводительного анализа генома, которая ведет деятельность на площадях ЦТТ «Новоорловский» с 2018 года.
21. ООО «КСК Системс» — проект по разработке систем для балансировки и измерения вибрации промышленного оборудования. Ведет деятельность на площадях ЦТТ «Новоорловский» с 2019 года.
22. ООО «ЭсКей пиюкор РУС» — на предприятии выпускается полиольный компонент (Компонента А) полиуретановых систем с низким содержанием летучих органических соединений для применения в следующих отраслях: строительство, автомобилестроение, производство холодильной техники, обувная и мебельная промышленность. Ведет деятельность с 2021 года[46].
23. ООО «Пантес» — завод по производству электроники, построенного на территории ОЭЗ «Санкт-Петербург» (площадка «Новоорловская»). Запуск производства состоялся в 2022 году[47].
24. ООО «Инмед» — организация исследований, разработок и опытно-промышленного производства новых функциональных материалов на основе полимерных нановолокон, освоение энерго- и ресурсосберегающей технологии производства композиционных нетканых материалов на основе синтетических и природных полимеров, предназначенных для производства медицинских изделий нового поколения. В 2021 году получила разрешение на ввод в эксплуатацию административно-производственного здания по разработке и выпуску материалов на основе нановолокон[48].

На разных стадиях реализации проектов находятся такие компании, как ООО «БИОГЕН» (дочернее предприятие АО «ВЕРТЕКС»), АО «НИЦ ЕЭС» (дочернее предприятие ПАО «Россети»), АО «ОДК-Климов», АО «АТРИ», АО «НПО «ТЕХНОЛОГИИ», АО «ТНК», ООО «ПК «АГП», ООО «Элеста», АО «НТЦ «Энергия», ООО «Леврана», ООО «Лонофарм» и др.

Предприятия на площадке «Новоорловская»
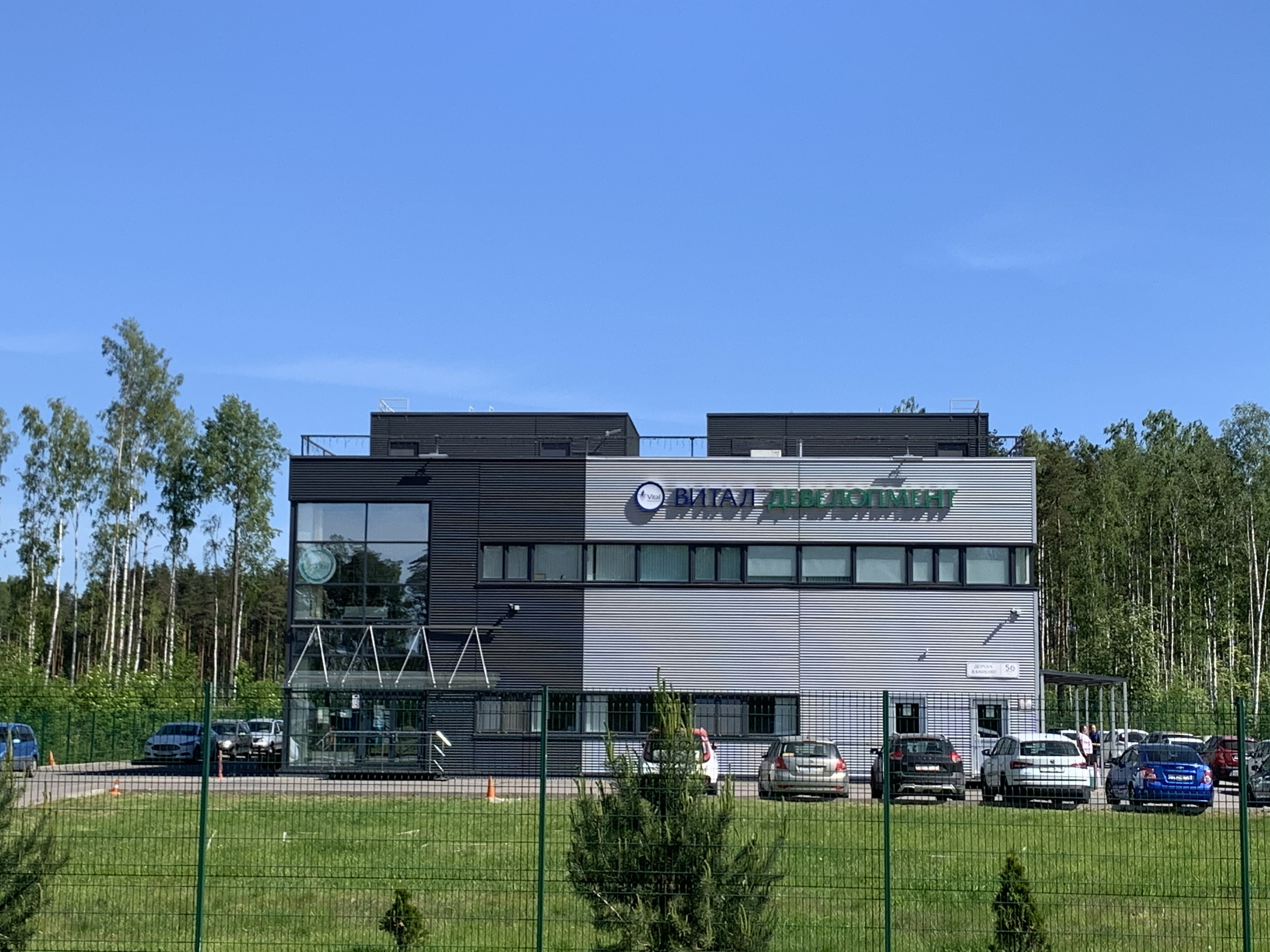
АО «Витал Девелопмент Корпорэйшн»
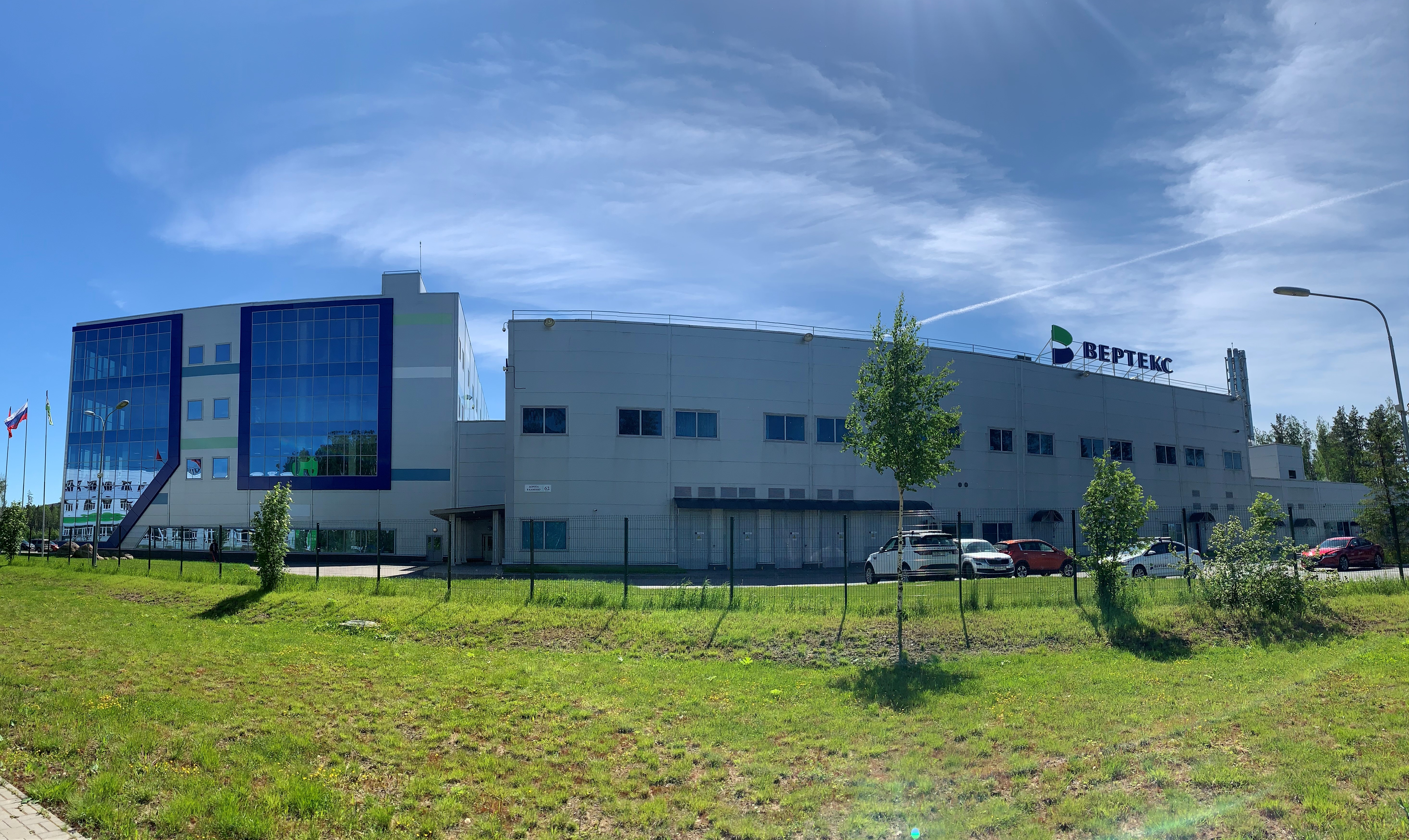
АО «ВЕРТЕКС»
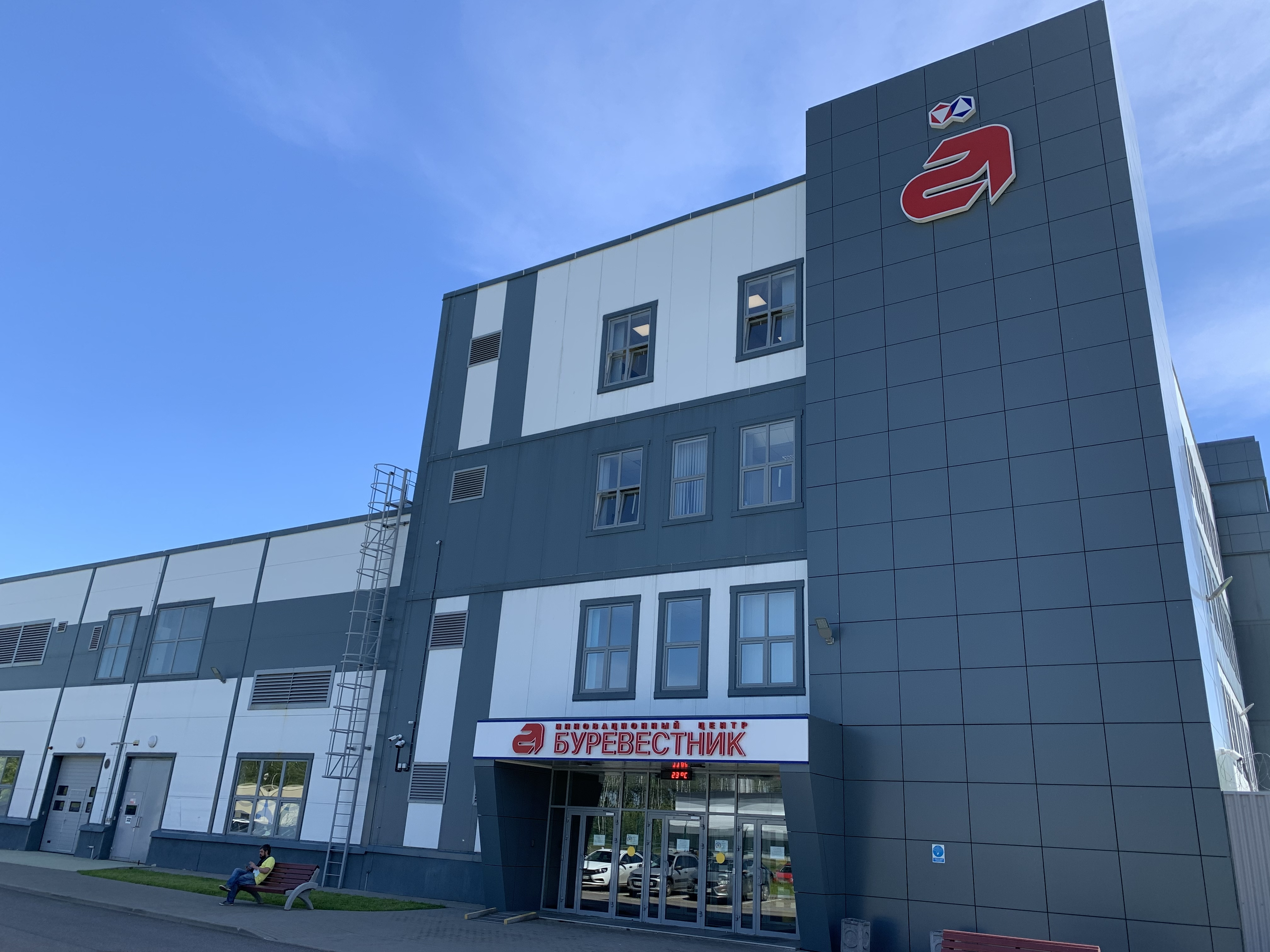
АО «ИЦ «Буревестник»
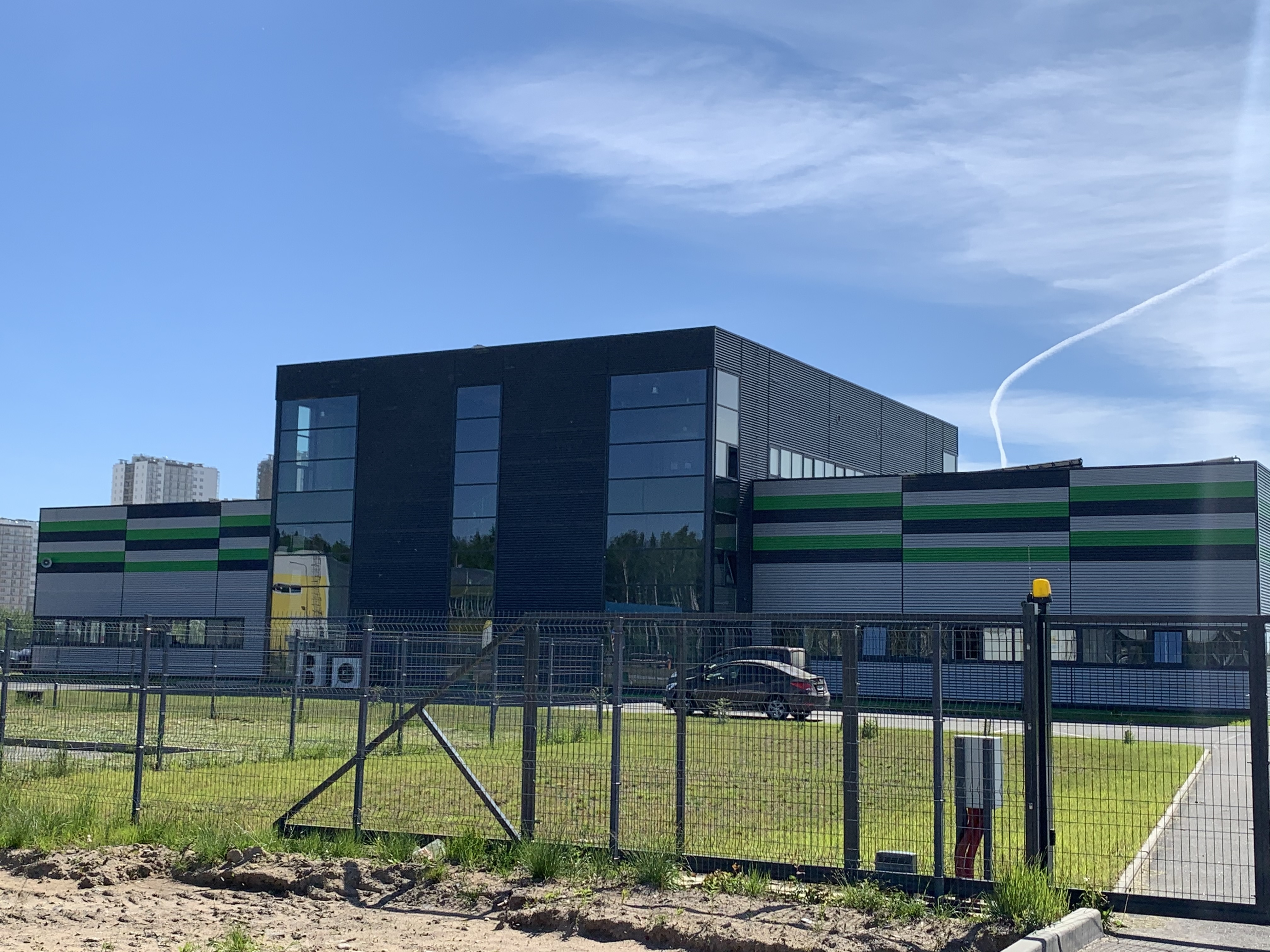
ООО «Силагнис»
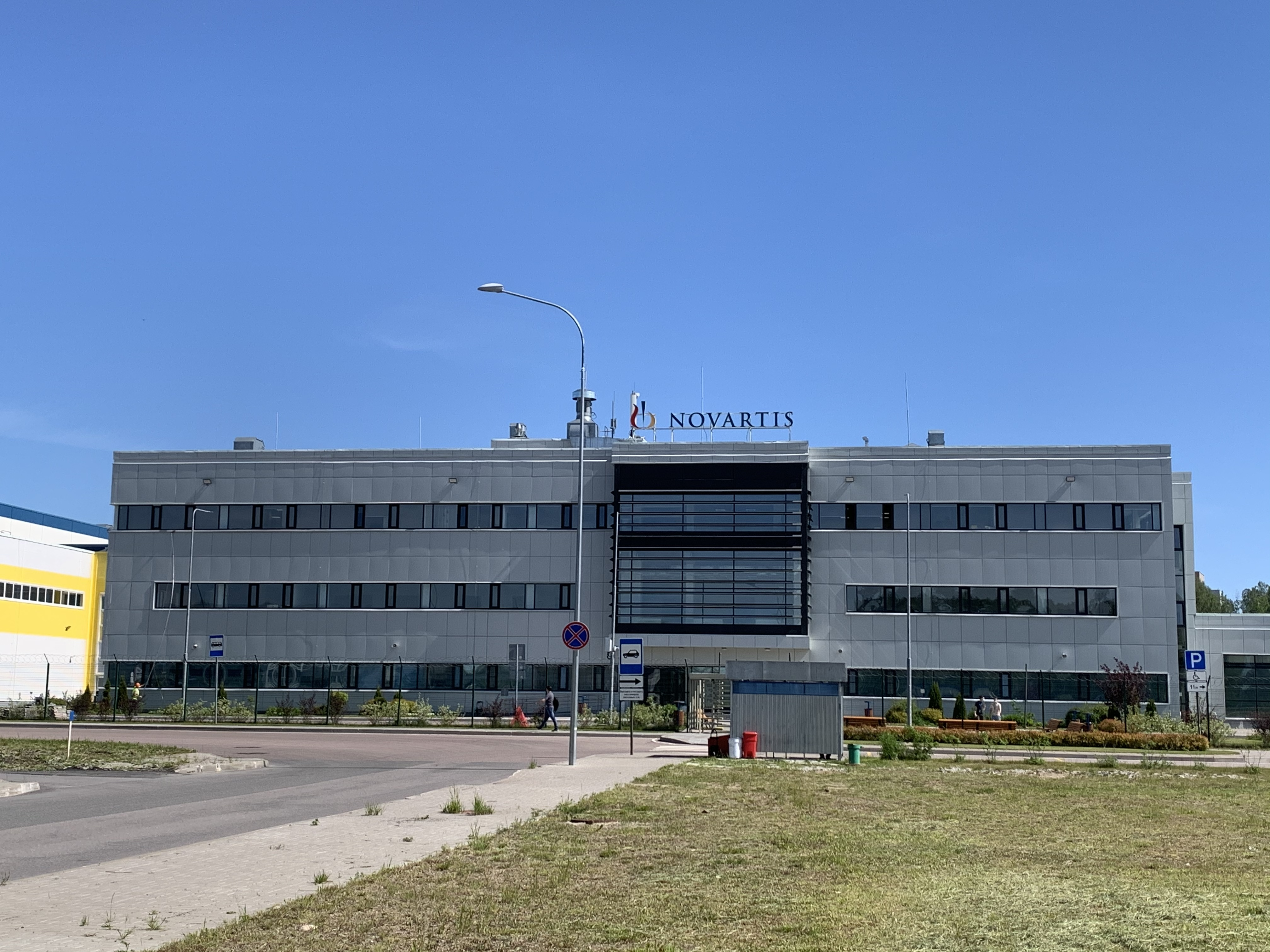
ООО «Новартис Нева»
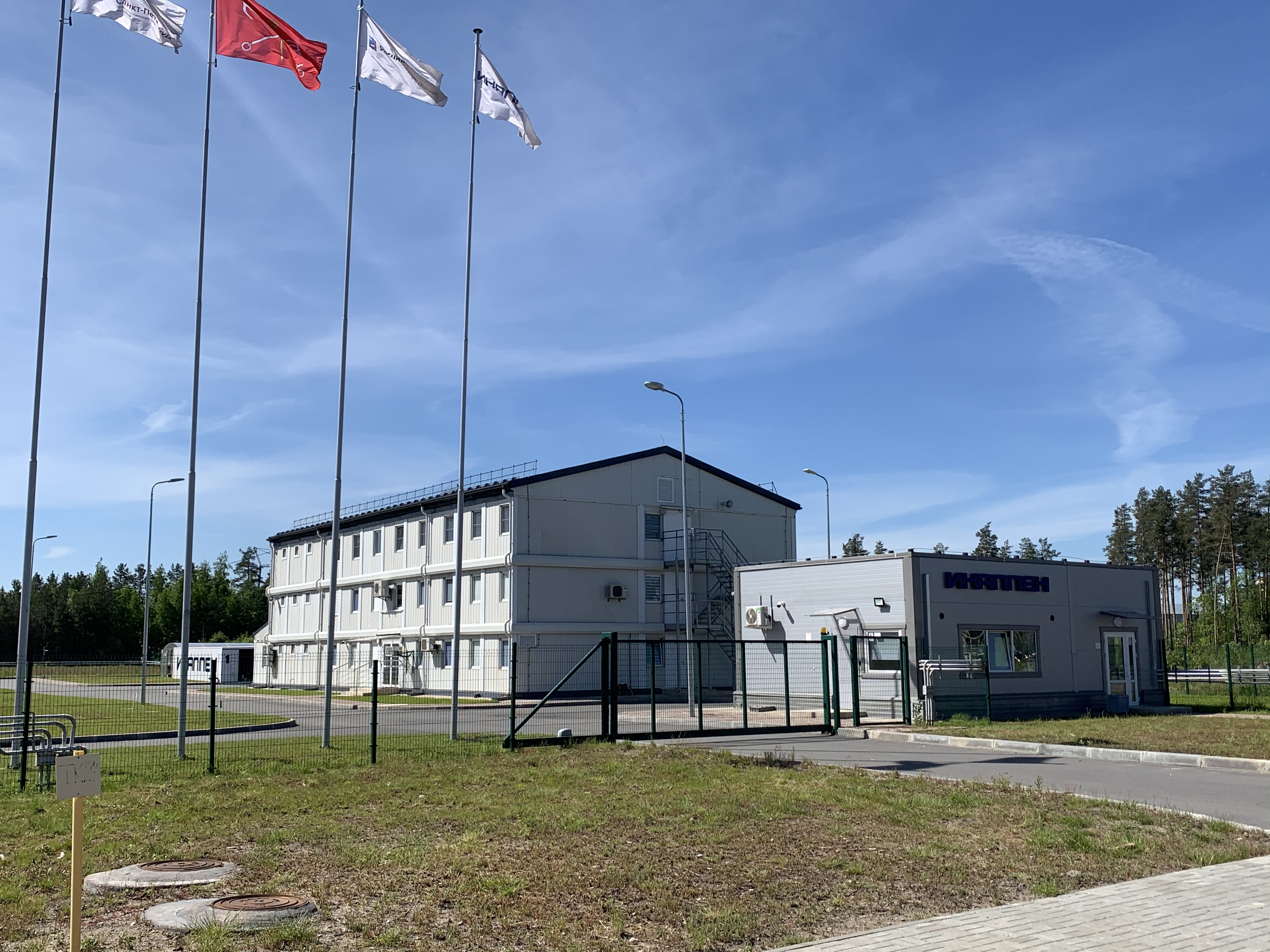
ООО «НПП «ИНАППЕН»
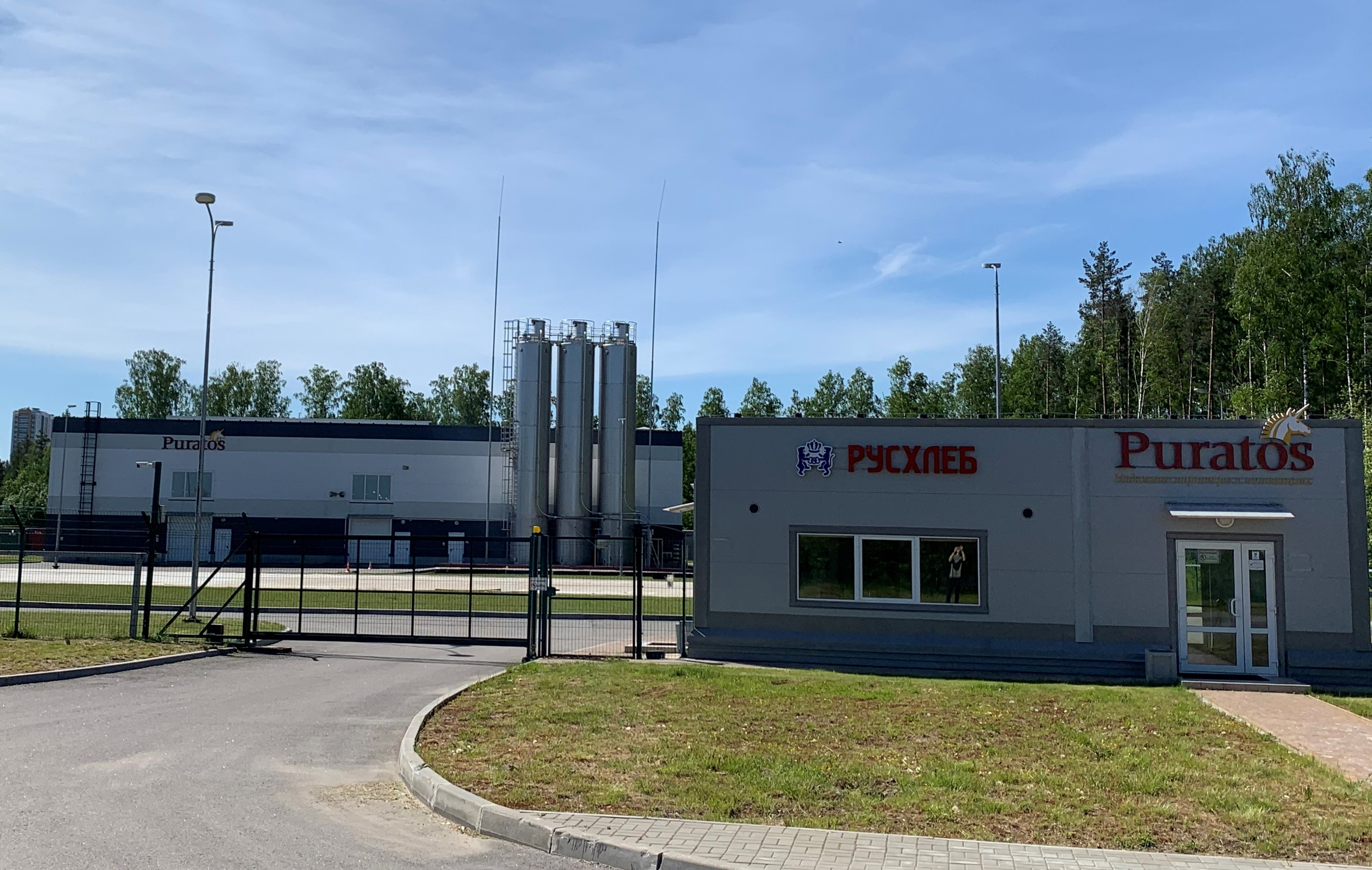
ООО «РУСХЛЕБ Исследования»